# Habenaria porphyricola
Habenaria porphyricola är en orkidéart som beskrevs av Rudolf Schlechter. Habenaria porphyricola ingår i släktet Habenaria och familjen orkidéer.
Artens utbredningsområde är Thailand. Inga underarter finns listade i Catalogue of Life.